# Port lotniczy Segedyn
Port lotniczy Segedyn (IATA: QZD, ICAO: LHUD) – port lotniczy położony w Segedynie na Węgrzech.